# Ida Leonidowna Awerbach

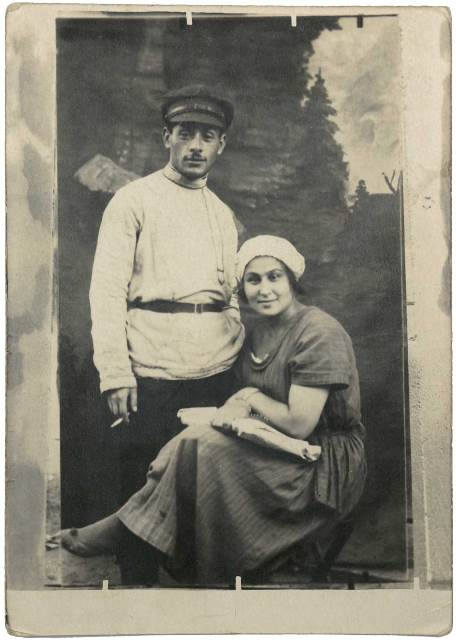
Das Ehepaar Genrich Jagoda und Ida Awerbach (30. September 1922).

Ida Leonidowna Awerbach (russisch Ида Леонидовна Авербах, wissenschaftliche Transliteration Ida Leonidovna Averbach; geboren 2. August 1905 in Saratow; gestorben 16. Juli 1938 auf dem Schießplatz Kommunarka) war eine sowjetische Juristin. Sie war die Ehefrau des NKWD-Chefs Genrich Jagoda. Im Zuge des Großen Terrors in der Sowjetunion wurde sie verhaftet und 1938 hingerichtet.

## Leben
Über ihr Leben ist relativ wenig bekannt. Ida Leonidowna Awerbach wurde als Tochter von Leonid Issaakowitsch Awerbach und Sofia Michailowna Swerdlowa geboren. Ihr älterer Bruder war der späterhin berühmte Schriftsteller und Literaturkritiker Leopold Awerbach. Sie war die Ehefrau von Genrich Jagoda, Chef des sowjetischen Geheimdienstes NKWD, und Nichte des Staatsoberhaupts Jakow Swerdlow (1885–1919). In den 1930er Jahren war sie bei Maxim Gorki in Sorrent zu Besuch. Von 1934 bis 1937 amtierte sie als stellvertretender Staatsanwalt der Stadt Moskau unter A. Ja. Wyschinski. 1938 wurde sie im Rahmen des Großen Terrors zum Tode verurteilt und hingerichtet.

## Wirken
Im Jahr 1936 veröffentlichte der OGIS-Verlag ihre Arbeit Vom Verbrechen zur Arbeit (Ot prestuplenija k trudu), die sich den Einrichtungen der Arbeitslager in der UdSSR widmete. Die Arbeit wurde von A. Ja. Wyschinski, dem damaligen Generalstaatsanwalt der UdSSR, herausgegeben und mit seinem Vorwort versehen. Awerbach beschreibt darin den Gulag als ein ideales Mittel, "das schlimmste menschliche Material in vollwertige aktive, bewusste Erbauer des Sozialismus zu verwandeln […] Die Veränderung eines feindlichen und instabilen Bewusstseins […] gelingt am besten, wenn man die Arbeiten auf gigantische Objekte konzentriert, die mit ihrer Größe die Phantasie in Erstaunen versetzen."